# Mercuriade

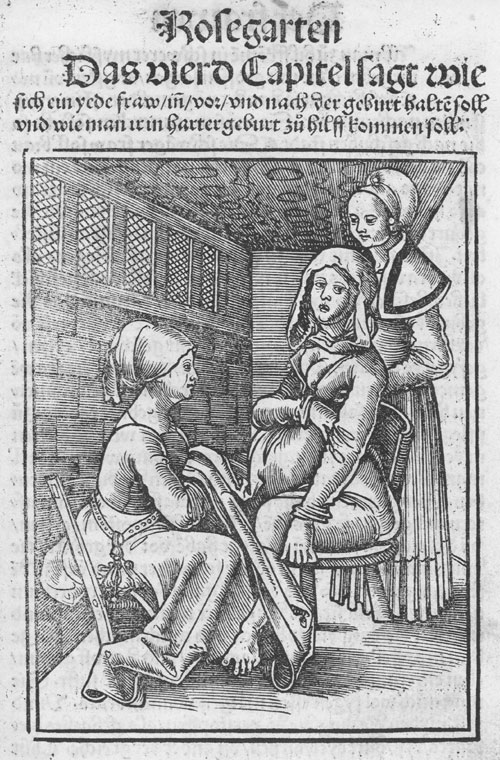
Une femme donnant naissance à un enfant en étant assise sur une chaise. Œuvre du médecin allemand Echarius Rößlin.

Mercuriade est une médecin, une chirurgienne et une auteure d’ouvrages médicaux née au XIVe siècle (probablement à Salerne). Bien que nous n’ayons pas d’information sur sa jeunesse, nous savons qu’elle a enseigné à l’école de médecine de Salerne et qu’elle y aurait probablement aussi reçu sa formation. Ainsi, on associe Mercuriade aux Muliares Salernitane (femmes salernitaines). Les quatre traités qu’on peut lui attribuer sont De crisibus, De Febre pestilenti, De curatione vulnerum et De Ungentis. Ces quatre ouvrages traitent respectivement de la thérapeutique, des fièvres pestilentielles, du traitement des plaies et des onguents. Ces manuscrits ont cependant été perdus et ne peuvent donc pas être consultés aujourd’hui. Nous connaissons leur existence puisqu’ils sont cités par Salvatore de Renzi dans la Collectio Salernitana (1852). 
Étant donné la place des femmes dans la société et dans la médecine au Moyen Âge, on peut décrire les accomplissements de Mercuriade comme hors du commun.  
Selon certains, le nom de Mercuriade serait un nom de plume auquel nous ne pouvons associer le véritable nom.

## École de médecine de Salerne

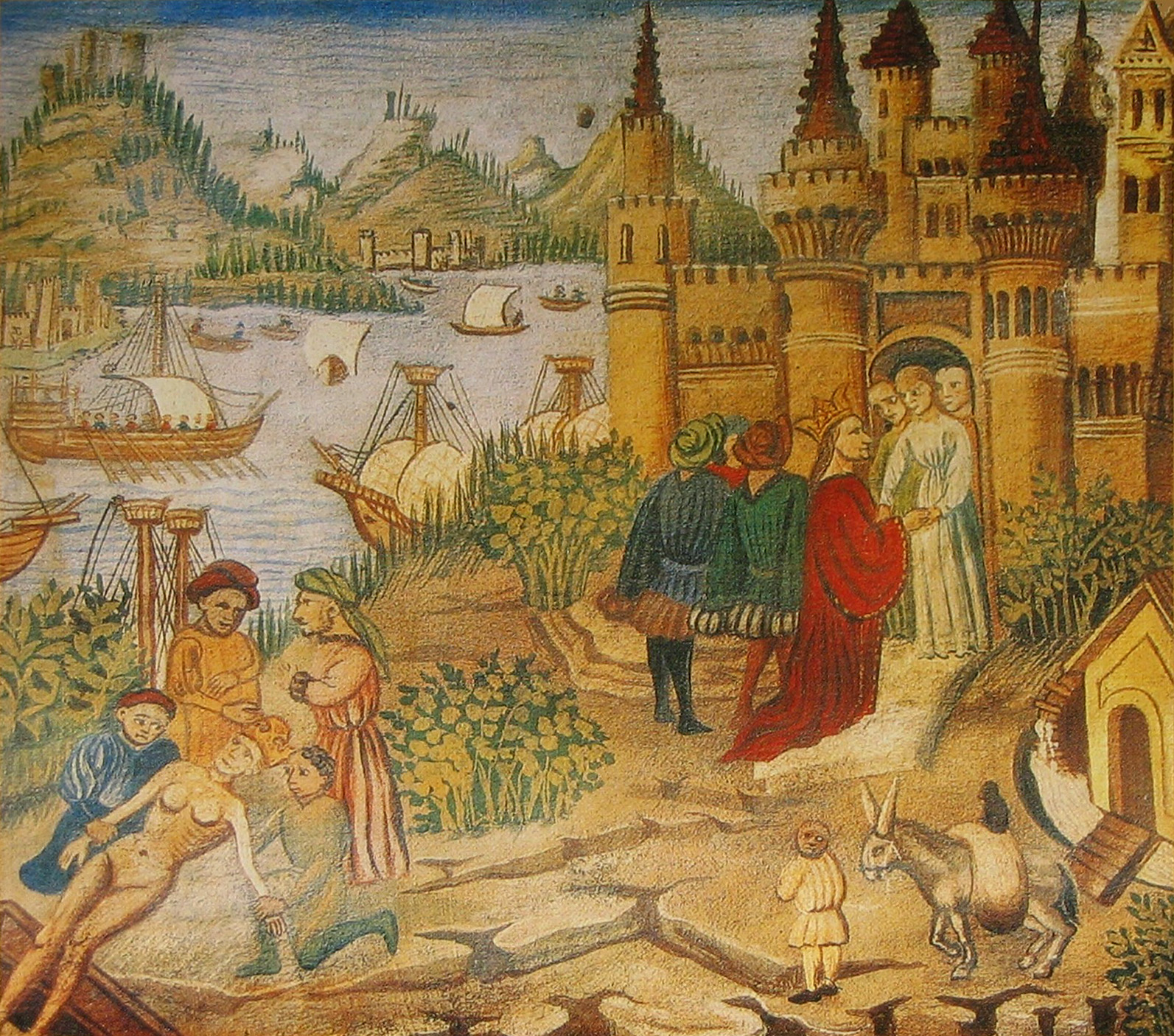
Une miniature représentant la Schola Medica Salernitana à partir d'une copie du Canon de la médecine d'Avicenne.

Au XIIe siècle, l’école de médecine de Salerne connaît son apogée et est très réputée en Occident. La formation de nombreux maîtres célèbres tels que Barthélemy, Ursus et Maurus y aurait été accomplie. De plus une production importante de traités médicaux sur des sujets variés serait aussi issue de l’école. Parmi ceux-ci, on compte des herbiers, des antidotaires, des descriptions de maladies et des traités de médicaments. Les traités provenant de cette école sont importants dans l’histoire de la médecine puisque plusieurs d’entre eux ont été largement lus en Europe jusqu’à la Renaissance et qu’ils ont contribué au renouveau médical ayant eu lieu à cette époque. Par exemple, des traités pharmacologiques importants ont pu être rédigés sur la base des écrits provenant de l’école de médecine de Salerne. Afin de pouvoir recevoir une formation dans cette école reconnue sur la scène scientifique, des centaines d’hommes et de femmes y affluaient de différentes régions de l’Europe. 
L’école de médecine de Salerne était, au départ, constituée de plusieurs écoles indépendantes dans lesquelles des professeurs enseignaient à ceux qui se présentaient dans leurs classes. En échange de certains frais, les élèves pouvaient obtenir une éducation et une « garantie de pratique reconnue dans la chrétienté ». Aucun diplôme officiel n’était cependant émis. Bien qu’elle ne devienne pas une université à proprement parler, en 1231, Frederic II (aussi connu comme empereur des Romains) autorisa tout de même l’école à conférer des grades et de surveiller l’exercice de la médecine et de la chirurgie dans sa région. Malgré ce privilège, l’école de médecine de Salerne perdit de son prestige et connut un déclin à partir du XVe siècle. Cette situation s’explique par le fait que les étudiants, qui s’orientaient auparavant vers Salerne, préféraient désormais se diriger vers des universités telles que celles de Bologne, de Paris et de Padoue pour y suivre leur formation. Ces universités remplacèrent donc progressivement Salerne à titre de foyers de la science médicale, faisant passer l’école au second plan. Ainsi, la naissance des universités, axées sur le savoir des clercs, a fait en sorte de créer une distinction importante entre ceux qui acquéraient leur formation dans les milieux académiques et ceux qui ne la détenaient pas (les empiriques et la majorité des femmes). 

### La formation
À l’école de médecine de Salerne, les étudiants devaient d’abord entreprendre une formation d’une durée de trois ans en littérature et en philosophie avant d’amorcer leur formation médicale d’une durée de cinq ans. Au bout de ces longues années d’études, l’étudiant était officiellement autorisé à pratiquer. La formation des étudiants en médecine était principalement axée sur la théorie et leur curriculum, probablement basé sur des lectures obligatoires. Ainsi, ils n’étaient que très peu exposés à de véritables corps avant de commencer à pratiquer. 

### La place des femmes à Salerne
Bien que les femmes soient exclues des universités qui s’organisent au XIIe siècle, celles-ci pouvaient espérer suivre une formation en médecine à l’école de Salerne. En effet, les Italiens étaient les Européens les plus favorables à leur présence dans le domaine de la médecine. Après y avoir achevé leur formation, ces femmes pouvaient recevoir une licence leur permettant de pratiquer la médecine en toute légalité. Cependant, les licences accordées à la gent féminine étaient parfois partielles, limitant les soins qu’elles pouvaient prodiguer. Par exemple, elles pouvaient recevoir une licence leur octroyant le droit de pratiquer seulement des chirurgies mineures ou de traiter des maladies spécifiques. Hormis les quelques femmes qu’il est possible de retracer dans les archives, elles étaient majoritairement exclues du domaine médical scientifique. Grâce à ces formations, on peut dire que les femmes du Moyen Âge n’ont donc pas seulement contribué à l’obstétrique, mais à divers domaines tels que la chirurgie et la rédaction de traités. L’école de Salerne est donc une fierté médiévale et un symbole de ses valeurs libérales.  Le fait que l’école ait été ouverte à toute contribution permettant l’avancement des connaissances a permis à Mercuriade d’y étudier, puis d’y enseigner.
Les femmes médecin étaient compétentes et très réputées dans leur domaine. En effet, des riches malades venaient expressément à Salerne pour se faire soigner par elles. Ces médecins étaient aussi très appréciées par leurs maîtres et dans le domaine de l’enseignement. En plus de Mercuriade, on peut aussi associer à cette école des femmes comme Torutla De Reggiero, Rebecca Guarna, Maria Incarnata, Constance Calenda et Abella Salernitana. Elles sont connues sous le nom des Femmes de Salerne et font partie ou fondent des dynasties médicales salernitaines comme les Platearius, les Cophon, les Ferrarius ou les Guarna.
Parmi ceux qui enseignent à cette école de médecine, on peut compter des moines et les laïcs, dont quelques femmes. Ces femmes, aujourd’hui appelées les Muliares Salernitane (femmes salernitaines),  ont contribué, au même titre que les hommes, à la constitution du savoir en tant que professeurs et médecins pratiquants. Cependant, les femmes qui étaient chargées de l’enseignement étaient souvent confinées à l’enseignement des maladies féminines, soit celles touchant des domaines de l’obstétrique et de la gynécologie.

## La place des femmes en médecine
Au Moyen Âge, les femmes occupaient certainement une place dans le traitement des maladies. Dans les archives, on trouve des traces de femmes ayant pratiqué dans différentes branches de la médecine entre le XIIIe et le XVe siècle :« matrones, sages-femmes,  ventrières, […] miresses, chirurgiennes et brabières ». À ces praticiennes s’ajoutent celles qui se sont spécialisées dans l’aspect plus académique de la médecine en enseignant et en écrivant des traités.
Malgré la place qu’elles ont réussi à occuper dans le domaine, les femmes devaient faire face à de nombreux préjugés. Elles étaient fréquemment associées au péché originel. Leur place dans la société était aussi secondaire : elles étaient destinées à être maintenues sous l’autorité masculine et à exercer des rôles de soutien plutôt que ceux associés au pouvoir. Les femmes étaient donc cantonnées à s’occuper de leur ménage et peu d’entre elles pouvaient aspirer à étudier et à avoir une carrière. Au Moyen Âge, on croyait aussi en une différence importante entre les hommes et les femmes. Ces dernières étaient vues comme physiquement, moralement et mentalement inférieures. Bref, leur nature faisait d’elles des hommes imparfaits et les rendaient intellectuellement incapables de comprendre la science et la médecine. La majorité des hommes de l’Europe médiévale croyaient donc qu’on ne devrait pas confier à des femmes le soin des malades.
Une étude réalisée en 2001 démontre que moins de 5 % des personnes officiellement enregistrées comme médecins durant le début de la période moderne étaient des femmes. Cependant, on peut questionner ce chiffre dans la représentativité qu’il offre de la pratique médicale des femmes au Moyen Âge. En effet, à cette époque, les femmes étaient peu mentionnées dans les documents officiels (testaments, dossiers judiciaires, guildes). Elles ont aussi laissé peu de documents personnels qui nous permettraient de mieux comprendre leurs occupations professionnelles. L’historienne Monica Green ajoute que peu de femmes de l’époque s’identifiaient à un titre professionnel. Généralement, on les identifiait en faisant référence à la profession occupée par leur mari ou par leur père. Cette situation ne veut cependant pas dire que les femmes ne détenaient pas de connaissances dans le domaine de la médecine. Certaines femmes possédaient suffisamment de savoir pour être en mesure d’aider dans l’entraînement d’apprentis, bien qu’elles ne s’identifiaient pas comme médecins. Il faut aussi ajouter que les sources disponibles qui concernent les femmes nous informent principalement sur celles qui étaient célibataires, riches ou celles qui avaient dû passer en cour, ce qui constitue une minorité d’entre elles. En considérant tous ces facteurs en plus du nombre limité de sources disponibles concernant le Moyen Âge, il est donc difficile de connaître avec précision dans quelle proportion les femmes exerçaient réellement la médecine. Ajoutons aussi qu’à l’époque, il n’existait pas de terme unique pour regrouper ceux et celles qui prodiguaient des soins, ce qui complique d’autant plus le recensement des femmes ayant œuvré dans le domaine. 
Au XIIe siècle, la création des universités a abouti à ce que les femmes se voient restreindre l’accès aux savoirs académiques. En effet, la grande majorité des universités étaient inaccessibles aux femmes dès leur ouverture. Celles qui désiraient tout de même œuvrer dans le domaine des soins devaient utiliser des moyens alternatifs pour acquérir leurs connaissances. Certaines s’engageaient comme apprenties auprès de maîtres en chirurgie gynécologique ou en accouchements. D’autres femmes, ayant des hommes médecins ou chirurgiens dans leur famille, pouvaient bénéficier du savoir qu’ils pouvaient leur transmettre. Cet apprentissage était reconnu par une lettre qui était ensuite transmise aux autorités du domaine médical. Ces autorités étaient ensuite chargées d’examiner leur dossier et de déterminer si elles étaient aptes à recevoir une licence officielle. 
Cependant les licences émises à ces femmes étaient souvent partielles et restrictives, contrairement à celles octroyées aux hommes. Par exemple, les femmes pouvaient être restreintes à pratiquer sur des gens pauvres (c’est-à-dire ceux qui n’étaient pas capables de se payer un médecin universitaire) ou à ne pouvoir traiter que des patientes. Quant aux chirurgiennes, elles subissaient le même traitement. En effet, ces femmes se voyaient seulement autorisées à procéder à des opérations mineures souvent reliées à des ulcères, des blessures et des abcès. Les licences restrictives pouvaient faire en sorte que certaines soient autorisées à pratiquer un seul type d’opérations comme le traitement des abcès associés à la peste bubonique. Bref, malgré l’obtention d’une licence les femmes étaient contraintes à un domaine précis dans la plus grande partie de l’Europe. En Italie, cependant, les femmes médecins pouvaient espérer davantage de libertés dans leur pratique.
La création des universités a aussi été accompagnée par une professionnalisation de la médecine. En effet, la création des guildes et la nécessité de détenir une licence pour pratiquer ont concouru à restreindre l’accès que les femmes pouvaient avoir au domaine. Elles se voyaient donc reléguées à pratiquer en obstétrique ou dans les domaines plus marginaux (sages-femmes, herboristes, apothicaires, barbiers). Les femmes ne pouvant pas accéder aux universités étaient donc vues comme des médecins « populaires » et disqualifiés en comparaison avec les universitaires. Tout comme les empiriques (ceux pratiquant la médecine sur la base du savoir expérimental), les femmes étaient donc hors des circuits académiques et avaient moins accès aux nouvelles théories médicales qui leur auraient permis d’améliorer leurs pratiques et les soins prodigués. Ainsi, la théorie acquise sur les bancs d’école était désormais privilégiée à la pratique. 
Malgré tous les obstacles mis sur le parcours des femmes pendant le Moyen Âge, elles ont tout de même réussi à s’immiscer dans diverses spécialités de la médecine et à contribuer à l’avancement de la science.